# Пятрас Вайтєкунас

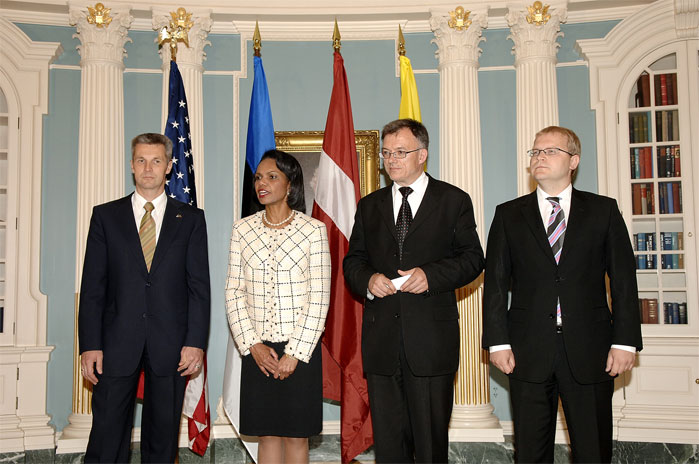
Міністри закордонних справ з Кондолізою Райс. Пятрас Вайтєкунас третій ліворуч

Пятрас Вайтєкунас (лит. Petras Vaitiekūnas; *26 березня 1953, Людвінавас, Маріямпольське самоврядування, Литовська РСР) — литовський державний діяч, дипломат. Надзвичайний і Повноважний Посол Литовської Республіки в Україні (2010—2015).

## Життєпис
Народився 26 березня 1953, в місті Людвінавас Маріямпольського району, Литовська РСР.
У 1976 закінчив Вільнюський університет, фізичний факультет. Кандидат природничих наук (1983). Доктор наук. Проходив стажування в Коледжі стратегічних досліджень і економіки оборони Європейського Центру з питань вивчення безпеки імені Джорджа Маршалла (Німеччина). Володіє англійською, латиською, російською мовами.
У 1976—1990 — науковий співробітник Інституту фізики Академії наук Литви.
У 1990—1992 — депутат парламенту Литовської Республіки.
У 1992—1993 — консультант Голови Парламенту Литовської Республіки.
У 1993—1998 — старший помічник з питань зовнішньої політики Президента Литовської Республіки Альгірдаса Бразаускаса.
У 1998 — завідувач відділом країн Центральної Європи Департаменту політики в Міністерстві закордонних справ Литви.
З 1998 по 1999 — радник міністра закордонних справ Литви у Вільнюсі.
З 1999 по 2004 — Надзвичайний і Повноважний Посол Литви в Ризі (Латвія).
У 2004 — працював радником з питань зовнішньої політики Президента Литви Роландаса Паксаса
З 2004 по 2005 — посол з особливих доручень Департаменту аналізу і планування зовнішньої політики МЗС Литви.
З 2005 по 2006 — Надзвичайний і Повноважний Посол Литви в Мінську (Білорусь).
З 12 липня 2006 по 9 грудня 2008 — Міністр закордонних справ Литовської Республіки.
З 2008 по 2009 — радник Голови Сейму Литовської Республіки Арунаса Валіскаса.
З січня 2010 по січень 2015 — Надзвичайний і Повноважний Посол Литовської Республіки в Україні. У 2014 році ініціював проєкт з відновлення втраченого надгробка князя Костянтина Івановича Острозького, що знаходився в Успенському соборі Києво-Печерської лаври. 14 вересня 2016 р. проєкт «Відтворення надгробного пам'ятника князю Костянтину Івановичу Острозькому в Успенському соборі Національного Києво-Печерського історико-культурного заповідника» схвалив Комітет із закордонних справ Сейму Литовської Республіки.